# Ambassade de France à Djibouti
L'ambassade de France à Djibouti est la représentation diplomatique de la République française auprès de la république de Djibouti. Elle est située à Djibouti, la capitale du pays, et son ambassadrice est, depuis 2022, Dana Purcarescu (d).

## Ambassade
L'ambassade est située boulevard du Maréchal Foch à Djibouti. Le consulat général de France se trouve de l'autre côté du plateau du Serpent, de même que la Résidence de France.

## Histoire
La France a établi des relations diplomatiques avec la république de Djibouti immédiatement après l'indépendance en 1977 de l'ancien territoire français des Afars et des Issas, colonie française depuis 1896, d'abord sous le nom de Côte française des Somalis.

## Ambassadeurs de France à Djibouti
| De   | À    | Ambassadeur |
| ---- | ---- | --- |
| 1977 | 1977 | Camille d'Ornano dernier haut-commissaire, ambassadeur par intérim à compter de la proclamation de l'indépendance |
| 1977 | 1981 | Yvan Bastouil (d)                                                                                                 |
| 1981 | 1985 | Pierre Garreau (d)                                                                                                |
| 1985 | 1988 | Robert Thomas |
| 1988 | 1992 | Claude Soubeste (d)                                                                                               |
| 1992 | 1994 | Régis de Belenet (d)                                                                                              |
| 1994 | 1997 | Jean-Marie Momal (d)                                                                                              |
| 1997 | 1999 | Bernard Le Tourneau (d)                                                                                           |
| 1999 | 2004 | Patrick Roussel                                                                                                   |
| 2004 | 2005 | Philippe Selz |
| 2005 | 2007 | Jean-Paul Angelier (d)                                                                                            |
| 2007 | 2010 | Dominique Decherf (d)                                                                                             |
| 2010 | 2014 | René Forceville (d)                                                                                               |
| 2014 | 2015 | Serge Mucetti (d)                                                                                                 |
| 2015 | 2019 | Christophe Guilhou (d)                                                                                            |
| 2019 | 2022 | Arnaud Guillois (d)                                                                                               |
| 2022 | auj. | Dana Purcarescu (d)                                                                                               |

## Consulat

### Communauté française
Au 31 décembre 2016, 4 305 Français sont inscrits sur les registres consulaires à Djibouti.
| 2001  | 2002  | 2003  | 2004  |
| ----- | ----- | ----- | ----- |
| 4 872 | 4 548 | 4 508 | 4 248 |

| 2005  | 2006  | 2007  | 2008  |
| ----- | ----- | ----- | ----- |
| 4 273 | 5 495 | 4 426 | 4 691 |

| 2009  | 2010  | 2011  | 2012  |
| ----- | ----- | ----- | ----- |
| 4 899 | 4 901 | 5 142 | 4 875 |

| 2013  | 2014  | 2015  | 2016  |
| ----- | ----- | ----- | ----- |
| 4 929 | 4 871 | 4 638 | 4 305 |

### Circonscriptions électorales
Depuis la loi du 22 juillet 2013 réformant la représentation des Français établis hors de France avec la mise en place de conseils consulaires au sein des missions diplomatiques, les ressortissants français d'une circonscription recouvrant Djibouti et l'Érythrée élisent pour six ans trois conseillers consulaires. Ces derniers ont trois rôles : 
1. ils sont des élus de proximité pour les Français de l'étranger ;
2. ils appartiennent à l'une des quinze circonscriptions qui élisent en leur sein les membres de l'Assemblée des Français de l'étranger ;
3. ils intègrent le collège électoral qui élit les sénateurs représentant les Français établis hors de France.

Pour l'élection à l'Assemblée des Français de l'étranger, Djibouti appartenait jusqu'en 2014 à la circonscription électorale de Djibouti, comprenant aussi l'Érythrée, l'Éthiopie et la Somalie, et désignant deux sièges. Djibouti appartient désormais à la circonscription électorale « Afrique centrale, australe et orientale » dont le chef-lieu est Libreville et qui désigne cinq de ses 37 conseillers consulaires pour siéger parmi les 90 membres de l'Assemblée des Français de l'étranger.
Pour l'élection des députés des Français de l’étranger, Djibouti dépend de la 10e circonscription.